# Трояновский, Иван Иванович
Ива́н Ива́нович Трояно́вский (1855 — ноябрь 1928, хутор Бугры, Калужская губерния) — российский врач (хирург, терапевт), коллекционер русской живописи, ботаник-любитель, садовод, общественный деятель.
Соорганизатор общества «Свободная эстетика». Основатель и руководитель Московского общества любителей орхидей (МОЛО) (с 1912), автор книги «Культура орхидей» (1913). Наиболее вероятный автор названия железнодорожного разъезда Обнинское (1916); название впоследствии перешло на возникший рядом город Обнинск (1956).

## Биография
Родился в 1855 году; происходил из смоленских дворян шляхетского происхождения.
Студентом-медиком занимался оперным пением у А. Д. Кочетовой-Александровой, мечтая об оперной карьере. Уже после его смерти Александр Амфитеатров, учившийся пению вместе с ним, написал:
Трояновский в университете <…> колебался, вступить ли ему в законный брак с медициною или в адюльтер с оперной карьерой. Медицина пересилила. И я думаю, что вовсе не потому, что Трояновский сознал слабость своих голосовых данных, довольно громкий и обширный по диапазону тенор его был, что называется, козловит; но он усердно учился, а при старательном и рациональном учении и не из таких «козлов» выходят удовлетворительные певцы. Нет, победило призвание. И к лучшему, как для самого Трояновского, так и для общества, которое в нём вместо посредственного певца приобрело превосходного врача.
Позже аналогичным образом брал уроки живописи у С. А. Виноградова и достиг серьёзных успехов, но по той же причине оставил и живопись.
После окончания медицинского факультета Московского университета остался в Москве и работал в городских больницах. Работал врачом Московской городской рабочей больницы (до 1917 года) и больницы Парка городских трамваев, а также больницы Московского коммунального хозяйства. Одновременно занимался обширной частной практикой.
Врачебная практика сблизила Трояновского с В. Д. Поленовым, А. П. Чеховым, Ф. И. Шаляпиным, И. Э. Грабарём, Н. К. Метнером, С. В. Рахманиновым. Был лечащим врачом и близким другом В. А. Серова и И. И. Левитана; обоих лечил от тяжёлой болезни сердца. Под влиянием этого общения начал коллекционировать русскую живопись, преимущественно модернистского направления. Начало коллекции было положено в 1880-х гг. эскизом к картине Василия Поленова «Больная». В начале XX века в коллекции Трояновского насчитывалось более двухсот произведений живописи и графики Серова, Репина, Левитана, Врубеля, Коровина, Грабаря и менее известных художников.
В 1904 году Игорь Грабарь писал в письме брату:
Трояновский покупал у меня за 200 рублей этюд, который я успел уже написать, но я не мог с этого человека взять денег и подарил его ему. Как-то грешно с таких брать. Сам зарабатывает практикой, отказывает себе во многом (это я знаю), только чтобы иметь возможность купить что-нибудь.
В 1917 году передал свою коллекцию на временное хранение в Третьяковскую галерею. В начале 1920-х гг. коллекция была ему возвращена за исключением отдельных, «представляющих ценность для галереи», произведений. В 1928 году, незадолго до смерти, вёл переговоры о передаче коллекции в Русский музей, «стремясь видеть свои любимые вещи в Музее, в исключительном по прочности месте».
В начале 1880-х годов женился на старшей дочери П. Н. Обнинского Анне Петровне Обнинской (1862—1920), получившей в приданое хутор Бугры (ныне известный как «дача Кончаловского»). По свидетельству А. В. Амфитеатрова, женитьба на Обнинской «вдвинула Трояновского в „элиту“ московской умеренно-левой буржуазии». Бугры были приспособлены для круглогодичного проживания, но Трояновские жили там только летом. В Москве семья жила в небольшом доме на стрелке между Большой и Малой Молчановкой, затем снимала квартиру в новом доме постройки 1907 года в Скатертном переулке на Арбате (современный адрес: Скатертный переулок, дом 11; в этом же доме снимали квартиры Н. К. Метнер и певица М. А. Дейша-Сионицкая).
Иван Иванович Трояновский умер в ноябре 1928 года.
Увлекался садоводством. В парке Бугров высадил редкие древесные породы (пробковое дерево, маньчжурский орех, сибирский кедр), десятки сортов сирени. Купивший в 1932 году, после смерти Трояновского, бугровскую усадьбу Пётр Кончаловский после Второй мировой войны подарил саженцы этой сирени главному озеленителю Обнинска С. А. Кудрявцевой, а та рассадила их по всему городу.
Один из крупнейших орхидофилов России и Европы. В 1912 году создал и возглавил Московское общество любителей орхидей (МОЛО). В январе 1913 года в журнале Orchid World была опубликована заметка об обществе, и его появление стало европейским событием. В 1913 году издал книгу «Культура орхидей. Руководство для любителей» (М.: Московское общество любителей орхидей, 1913. — 162 с.), до сих пор не потерявшую своего значения. Создал гибрид орхидеи Одонтоглоссум Трояновскианум, от которого сохранилось только изображение. Выстроил в Буграх специальную оранжерею для орхидей, которая через некоторое время сгорела в результате пожара. Узнав об этом, орхидофилы стали присылать ему бесплатно клубни орхидей со всего мира, и коллекция в основном была восстановлена. Состоял действительным членом Московского общества любителей аквариума и комнатных растений.
Во время летней жизни в Буграх занимался лечением крестьян из окрестных деревень, не беря с них никакой платы. Из-за отсутствия больницы в ближайшей округе занимался также тяжёлыми больными и делал сложные операции.
В 1907 году стал одним из организаторов (вместе с В. О. Гиршманом, Н. Р. Кочетовым, В. Я. Брюсовым, В. В. Переплётчиковым) общества «Свободная эстетика», провозгласившего своей целью содействие «успеху и развитию искусства и литературы». В общество вошли художники В. А. Серов, И. Э. Грабарь, П. П. Кончаловский, писатели Андрей Белый, М. А. Волошин, артисты Ф. И. Шаляпин, К. С. Станиславский, В. И. Качалов, музыканты А. К. и Н. К. Метнеры и многие другие.
Наиболее вероятный автор названия железнодорожного разъезда (позже — станции) Обнинское. В 1916 году был включён в состав членов правления частной акционерной компании «Общество Московско-Киево-Воронежской железной дороги», строившей и эксплуатирующей эту железную дорогу, — как один из двух врачей, отвечающих за медицинскую помощь на линии. Вероятнее всего, Трояновскому, обладавшему правом голоса на всех заседаниях правления, было предложено в соответствии с территориальным принципом назвать разъезд № 15 именем его, ближайшего к разъезду, хутора Бугры, а он выдвинул свой вариант названия — по фамилии породнившейся с ним семьи, владевшей, к тому же, большей частью земель вокруг разъезда. Возможно также, предложенное название стало данью памяти покончившего самоубийством за несколько месяцев до этого события шурина Трояновского Виктора Петровича Обнинского. В 1956 году название станции Обнинское перешло на возникший рядом город Обнинск.

## Семья и родственные связи
- Братья:
  - Евгений Иванович Трояновский (1854 — после 1920), российский военный, чиновник, общественный деятель. Полицмейстер Калуги (1886—1912).
  - Константин Иванович Трояновский (около 1861 — ?). В 1885 году был непременным заседателем Дорогобужского уездного полицейского управления в Смоленской губернии. Имел семерых детей, один из которых, Михаил, стал известным советским актёром.
- Жена — Анна Петровна Трояновская (урождённая Обнинская; 1862—1920), старшая дочь Петра Наркизовича Обнинского, сестра Лидии Петровны Соколовой (урождённой Обнинской; 1864—1929), Виктора Петровича Обнинского (1867—1916), Бориса Петровича Обнинского (1872—1921).
- Дочь — Анна Ивановна Трояновская (1885—1977), певица, художница, педагог.
- Племянники:
  - Вячеслав Евгеньевич Трояновский (1879 — после 1920), российский военный, кавалерист. Участник Первой мировой войны; сотник Татарского конного полка Кавказской туземной конной дивизии («Дикой дивизии»). Один из шести офицеров Татарского конного полка, удостоенных ордена Святого Георгия 4-й степени (1916). Участник Гражданской войны на стороне белых.
  - Михаил Константинович Трояновский (1889—1964), российский и советский аптекарь и самодеятельный актёр (до 1934), советский профессиональный актёр (с 1934).

## Трояновский в литературе
Послужил прототипом доктора Афинского из романа Александра Амфитеатрова «Товарищ Феня» («Звезда закатная») — с оговоркой автора:
Предупреждаю, однако, что другие комические слабости доктора Афинского к доктору Трояновскому никакого отношения не имеют. В особенности некоторые самолюбивые увлечения Афинского, простирающиеся до «уклонений от истины», хотя и невинных.

## Цитаты
Александр Амфитеатров, «Меценат-эстет» (1931):
...Трояновский был правдив неукоснительно, ненавидел не только ложь, но и обычное пустопорожнее российское враньё интересности ради, говорил смело и откровенно, выражался резко. Свою медицинскую практику он начинал под сильным покровительством моего отца, протоиерея Валентина Николаевича Амфитеатрова, усердно рекомендовавшего его в богатые купеческие дома. Трояновский рекомендаций стоил и блестяще их оправдывал, но на первых порах приводил пациентов в панический ужас своими пессимистическими диагнозами, которые он излагал подробнейше, нимало не заботясь смягчать производимое впечатление. 

«Ласкового телёнка», приспособленного «двух маток сосать», в Трояновском не было ни на чуть ногтя, а, наоборот, очень много от брыкливого козлика. Он был смоляк, из смоленской шляхты, русский, но с примесью польской крови, что сказывалось не только в характере его, но даже и в наружности. Сам острил, бывало: 

— Нас, смоляков, поляки дразнят: «Пул пса, пул козы, недовярок Божий», а русские: «Косточка дворянская, да собачьим мясом обросла». Души Трояновский был добрейшей и хороший, верный друг. Польская наследственность сквозила и в его остроумии, обычно беззлобном, но которое могло окисляться очень ядовито, когда он имел причины (всегда основательные) не уважать человека. Но в товарищеской перестрелке остротами он был нисколько не обидчив: опять-таки польская чёрточка, — любит поляк меткое слово, хотя бы в укол себе.
Андрей Белый, «Между двух революций» (1934):
Иван Иванович Трояновский, душа комитета, незабываем; ему было лет пятьдесят, а он, как ребенок, носился с каждым достижением Ларионова, Кузнецова, Судейкина... Небольшого росточку, с носом, загнутым в торчки усиков, крепкий и верткий, он едко иронизировал вместе с Грабарём, но не был — «натюрмортом», как Грабарь, взрываясь сердечным энтузиазмом, делавшим его присутствие незаменимым в «Эстетике» <…> этот мечтатель и любвеобильный отец, ставший отцом всех, любивших «Эстетику», за которую — с кем не бодался он?.. В житейское дело «Эстетики» он вносил, где мог, и сердечность, и мудрую мягкость, склоняясь к талантам, которых выращивал он, как свои орхидеи, потряхивая хохолком, суетясь гогольком; петушишка по виду, по сути же — сокол, стрелой налетал на ехидн, заползавших в «Эстетику»: жалить украдкой.